# Paul Kirby
Paul Kirby (* 17. August 1981 in Edinburgh) ist ein britischer Jazzmusiker (Piano, auch Keyboards, Komposition).

## Wirken
Kirby wuchs in Edinburgh auf. Er studierte zunächst bis zum Bachelor Mathematik in Cambridge. Von 2008 bis 2010 absolvierte er an der Rutgers University bei Stanley Cowell seinen Master in Jazz Performance. Außerdem nahm er Privatunterricht bei Jason Moran, George Colligan und Kenny Werner.
Kirby war zunächst Teil der schottischen Jazzszene. Er spielte zudem mit Musikern wie Herb Geller, Valery Ponomarev, Billy Hart, Peter King, Sunny Kim, Tim Armacost, Colin Steele, Ferdinand Povel, Bruce Adams, Johannes Enders oder Kenny Washington. Mit dem Bassisten Martin Zenker und zunächst dem Schlagzeuger Adam Sorenson, später Mark Taylor hat er mehrere Trio-Alben als Leader veröffentlicht. Zuletzt erschien 2015 deren Album If Not Now bei Nagel-Heyer Records. Mit diesem Trio, der Camerata Ritmata und Ken Mathiesons Classic Jazz Orchestra spielte er auf britischen Jazzfestivals, etwa in Edinburgh, Glasgow und Aberdeen, und unternahm zahlreiche Tourneen durch Europa, unter anderem nach Estland, Deutschland, Belgien, Irland und in die Türkei. In New York ist er in Veranstaltungsorten wie dem Blue Note, Iridium, Garage und Smalls aufgetreten.
Kirby ist seit 2010 als Professor für Klavier am Paekche Institute of the Arts in Südkorea tätig. Daneben tritt er mit einheimischen und tourenden Musikern in Südkorea, Japan, China und der Mongolei sowie in Europa auf. Er ist auch auf Alben von Lorna Reid, Jin Pureum, Jerry Tilitz/Joe Gallardo, Jesse Davis, Fabio Morgera, Francesco Alemanno, Enji und Soyoung Heo zu hören.